# Georg von Trapp
Korvettenkapitän Georg Ludwig Ritter von Trapp (Zadar, 4. travnja 1880. - Stowe, 30. svibnja 1947.), poznat kao barun von Trapp, austrougarski mornarički časnik. Zahvaljujući postignućima na moru tijekom Prvoga svjetskog rata, stekao je mnogo odlikovanja uključujući vojni red Marije Terezije. Priča o njegovoj obitelji poslužila je kao inspiracija za mjuzikl Moje pjesme, moji snovi.
Rođen je u Zadru, tadašnjem glavnom gradu Kraljevine Dalmacije, a slijedeći obiteljsku tradiciju od 1894. godine pohađa pomorsku akademiju u Rijeci nakon čega odlazi na službu u Pulu gdje se istaknuo kao vrstan podmorničar. Postignuća na moru tijekom I. svjetskog rata donijela su mu brojna odličja, kao i plemićku titulu.

## Prvi brak
Von Trapp se prvo oženio za Agathu Whitehead, nećakinju St Johna Brodricka, 1. erla Midletona i unuku Roberta Whiteheada, izumitelja torpeda. Upravo je ona krstila U-boot U-6 na kojemu je on prvi put zapovijedao.
Agathino naslijeđeno bogatstvo uzdržavalo je par i omogućilo im da osnuju obitelj. Njihovo prvo dijete Rupert rodio se 1. studenoga 1911. u Puli. Obitelj je živjela u vili u Budicinovoj ulici 11. U braku su imali šestero djece: Agathu, isto rođenu u Puli, Mariju Franzisku, Wernera, Hedwigu, te Johannu, sve rođene u Zell am Seeu u obiteljskom domu Erlhofu, te Martinu rođenu u Klosterneuburgu u obiteljskom domu Martinsschlösselu.
Agathe Whitehead umrla je 3. rujna 1922. od šarlaha kojim se zarazila preko svoje kćeri Agathe. Obitelj je kupila vilu u Aigenu, predgrađu Salzburga i preselila se 1924. Oko 1926. godine Maria Franziska oporavljala se od bolesti i nije mogla pohađati školu, pa je von Trapp unajmio Mariju Augustu Kutscheru iz obližnje opatije u Nonnbergu kao paziteljicu.